# Уотерс, Этель
Этель Уотерс (англ. Ethel Waters, 31 октября 1896 — 1 сентября 1977) — американская джазовая певица и актриса, ставшая второй афроамериканкой, номинированной на премию «Оскар».

## Биография
Этель Уотерс родилась в городе Честер в штате Пенсильвания 31 октября 1896 года. Её мать родила Этель в тринадцать лет, после того, как её изнасиловали. Её детство прошло в бедности и частых переездах из одного дома в другой. В тринадцать лет Этель Уотерс в первый раз вышла замуж, но вскоре бросила мужа и устроилась горничной в один из отелей в Филадельфии, где зарабатывала по $4,75 в неделю.
В 1913 году на Хэллоуин она посетила один из местных ночных клубов, где исполнила пару песен, которые настолько понравились аудитории, что Уотерс пригласили выступать в театре Линкольна в Балтиморе. Во время работы в этом театре Уотерс некоторое время гастролировала с водевилями вместе с афроамериканской труппой. В Балтиморе она долго не задержалась и вскоре перебралась в Атланту. Там Этель Уотерс стала работать в клубе, где выступала знаменитая блюзовая певица Бесси Смит. Смит потребовала, чтобы Уотерс не конкурировала с ней в исполнении блюза, и та стала исполнять баллады, танцевальную и поп-музыку.
В 1919 году Этель Уотерс переехала в Гарлем, где стала работать в ночном клубе «Подвал Эдмонда». Свою первую песню она записала в 1921 году, став при этом пятой афроамериканской певицей в истории, сделавшей это. В том же году Уотерс начала сотрудничество с Флетчером Хендерсоном, который стал её аккомпаниатором. В 1924 году она впервые появилась на Бродвее в постановке «Плантационный клуб». Спустя год она подписала контракт с «Columbia Records» для записи своих песен. Это послужило началом успеха Уотерс, и в 1928 году она получила свой первый большой гонорар в $1,250 за выступления в Чикаго. На протяжении всех 1920-х годов она продолжала активно записывать песни, сотрудничая со многими американскими музыкантами, такими как Уилл Мэрион Кук и Лови Остин, а также много выступала в бродвейских постановках.

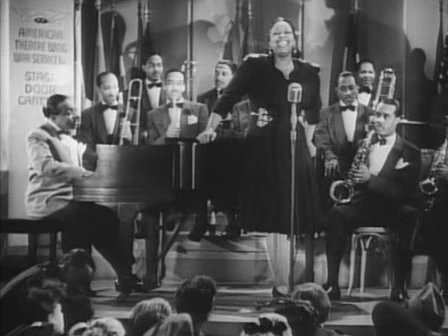
В фильме «Сестра его дворецкого» (1943)

В кино она впервые появилась в 1929 году, сыграв саму себя в музыкальном фильме. Её последующими знаменитыми киноролями стали Эстер в «Сказках Манхеттена» (1942), Петуния в «Хижине на небесах» (1943), а также бабушка Пинки в фильме «Пинки» (1949), за роль которой она была номинирована на премию «Оскар», как лучшая актриса второго плана.
В 1929 году Этель Уотерс вышла замуж за Клайда Эдварда Мэттьюса, с которым развелась спустя пять лет. После этого певица ещё раз выходила замуж — в 1938 году её мужем стал Эд Молрой, с которым она провела оставшуюся жизнь.
Помимо выступлений в различных клубов, бродвейских постановках, где она считалась самой высокооплачиваемой певицей, и появлений в кино, Уотерс также много работала на радио. В 1950 году она стала обладательницей Драматической премии критиков Нью-Йорка за роль в пьесе «Гость на свадьбе». Спустя два года она сыграла ту же роль в одноимённом фильме.
Несмотря на успехи карьера Уотрес стала идти на спад, её здоровье ухудшилось в последующие годы она выступала лишь изредка. В 1951 году она написала автобиографию, в которой откровенно рассказывала о своей жизни, в частности признавшись в своей бисексуальности. Уотерс была очень религиозным человеком и, начиная с конца 1950-х годов, много путешествовала с баптистским проповедником Преподобным Билли Грэмом, несмотря на то, что была католичкой. Этель Уотерс умерла в пригороде Лос-Анджелеса 1 сентября 1977 года из-за болезни сердца в возрасте 80 лет в доме своих поклонников.

## Зал славы «Грэмми»
| Песни Этель Уотерс, занесённые в Зал славы «Грэмми» |                                                |            |           |               |
| Год записи                                          | Название                                       | Жанр       | Лейбл     | Год занесения |
| 1929                                                | «Am I Blue?»                                   | Поп-музыка | Columbia  | 2007          |
| 1933                                                | «Stormy Weather (Keeps Rainin’' All The Time)» | Джаз       | Brunswick | 2003          |
| 1925                                                | «Dinah»                                        | Поп-музыка | Columbia  | 1998          |

## Избранная фильмография
- 1942 — Сказки Манхеттена — Эстер
- 1943 — Хижина на небесах — Петуния Джексон
- 1943 — Сестра его дворецкого — в роли самой себя
- 1943 — Солдатский клуб — в роли самой себя
- 1949 — Пинки — Бабушка Пинки
- 1958 — Сердце-бунтарь — Глэдис
- 1959 — Шум и ярость — Дилси